# 平常点
平常点（へいじょうてん）とは、定期試験の結果以外に、普段の授業態度を評価したものを指す。

## 参考
- https://www.f-iryo.ac.jp/school-profile/images/release/seisekihyoka.pdf